# Ritva Elomaa
Ritva Elomaa (Uusikaupunki, 16 de julio de 1955) es una campeona profesional finlandesa de culturismo, cantante de pop y diputada del parlamento finlandés.

## Primeros años y educación
Kike Elomaa nació en la ciudad de Uusikaupunki, en la región de Finlandia Propia del país escandinavo en 1955. Se matriculó en el gimnasio Mynämäki en 1975 y se graduó en la Escuela de Enfermería de Helsinki como radióloga en 1980.

## Carrera de culturismo
En 1981, en Filadelfia (Pensilvania), derrotó a la estadounidense Rachel McLish en el IFBB Ms. Olympia. Tras su gran éxito, sólo compitió en tres ocasiones más, quedando tercera en el Ms. Olympia de 1982 y segunda en el IFBB Pro Worlds de 1983.
Kike puso fin a su carrera en el escenario tras quedar en quinto lugar en el IFBB Ms. Olympia de 1983.

### Legado
En la actualidad, Kike es la culturista finlandesa más exitosa de todos los tiempos. Fue la única no estadounidense que ganó el título de Ms. Olympia hasta el año 2000. Fue incluida en el Salón de la Fama de la IFBB en 2001. También ha sido galardonada con la Medalla de Oro del Presidente de la IFBB por su labor de apoyo al deporte del culturismo. Cada año se celebra en Finlandia un concurso de fitness, el Campeonato de Fitness Kike Elomaa.

### Historial competitivo
- 1981 - Campeonato de Finlandia - 1º puesto
- 1981 - Campeonato de Europa - 1º puesto
- 1981 - Juegos Mundiales - 1º puesto (peso medio femenino)
- 1981 - IFBB Ms. Olympia - 1º puesto
- 1982 - IFBB Ms. Olympia - 3.º puesto
- 1983 - Campeonato del mundo profesional - 2.º puesto
- 1983 - IFBB Ms. Olympia - 5.º puesto[2]

## Carrera política
El 17 de abril de 2011, Kike fue elegido en el parlamento finlandés para la legislatura 2011-2015, en representación del distrito electoral de Finlandia Propia como miembro del Partido de los Finlandeses.
El 13 de junio de 2017, Elomaa y otras 19 personas abandonaron el grupo parlamentario para fundar el grupo parlamentario Reforma Azul, originalmente llamado Nueva Alternativa, en protesta contra la elección de Jussi Halla-aho como líder del partido. Sin embargo, nueve días después, el 22 de junio, abandonó el grupo y se reincorporó al Partido de los Finlandeses.